# عزرائیل (فیلم)
عزرائیل (به انگلیسی: Azrael) فیلمی آمریکایی محصول ۲۰۲۴ در ژانر اکشن و ترسناک به کارگردانی ئی.ال. کاتز بر اساس فیلمنامه سایمون بارت است. در این فیلم سامارا ویوینگ، ویک کارمن سون و ناتان استیورات-جارت بازی می‌کنند.
این فیلم در جشنواره جنوب از جنوب غربی در ۹ مارس ۲۰۲۴ نمایش داده شد و آی‌اف‌سی فیلمز و Shudder در ۲۷ سپتامبر آن را در ایالات متحده اکران کردند.

## داستان فیلم
در دنیایی که هیچ‌کس سخن نمی‌گوید، جامعه ای مؤمن با رهبری زنان به دنبال زن جوانی به نام عزرائیل هستند که از اسارت گریخته است. وقتی عزرائیل را دوباره اسیر می‌کنند و قرار است او را برای شیطانی باستانی قربانی کنند، او باید برای نجات خود بجنگد.

## بازیگران
- سامارا ویوینگ
- ویک کارمن سون
- کاتارینا اونت
- ناتان استیورات-جارت

## تولید
ساخت این فیلم در سپتامبر ۲۰۲۲ توسط ای ال کاتز اعلام شد که برنامه‌هایی برای کارگردانی آن با نویسندگی سایمون بارت دارد و سامارا ویوینگ در این فیلم اکشن-ترسناک بازی خواهد کرد. فیلمبرداری فیلم در شهرستان هاریو، استونی در اکتبر ۲۰۲۲ آغاز شد. تولیدکننده فیلمبرداری را در انتاریو در نظر گرفته بود، اما به جای آن تصمیم به استونی گرفت و برخی از فعالیت‌های پس از تولید نیز در استونی انجام شدند. تقریباً ۷۰ درصد از خدمه، از جمله مارت تانیل، فیلمبردار و چندین بازیگر، به صورت محلی استخدام شدند. تیم تولید یک ماه مصنوعی را در جنگل پریسیپی در طول فیلمبرداری با استفاده از یک سیستم نورافکن متصل شده توسط یک جرثقیل ایجاد کرد.
پس از اتمام فیلمبرداری، پروژه برای یافتن توزیع به بازار فیلم اروپا ۲۰۲۳ برده شد. در سپتامبر ۲۰۲۳، ریپابلیک پیکچرز اعلام کرد که حقوق توزیع آمریکای شمالی را خریداری کرده است.

## انتشار
عزرائیل اولین نمایش جهانی خود را در ۹ مارس ۲۰۲۴ در جشنواره جنوب از جنوب غربی در آستین، تگزاس برگزار کرد. آی‌اف‌سی فیلمز و Shudder در ۲۷ سپتامبر آن را در ایالات متحده اکران کردند.

## بازخورد
در وبگاه جمع‌آوری نقد راتن تومیتوز، ٪۷۳ از ۵۵ بررسی منتقدان مثبت است و میانگینِ امتیاز آن ۶٫۳/۱۰ است.
این فیلم در متاکریتیک که از میانگین وزنی استفاده می‌کند، بر اساس نظر ۹ منتقدین امتیاز ۵۲ از ۱۰۰ را کسب کرده که نشان‌گر «نقدهای مختلط یا متوسط» است.